# Kategoria Superiore 2016/17
Die Kategoria Superiore 2016/17 war die 78. Spielzeit der höchsten albanischen Spielklasse im Männerfußball. Sie begann am 7. September 2016 und endete am 27. Mai 2017 mit dem 36. Spieltag.
Titelverteidiger und Sieger der letzten sechs Meisterschaften war KF Skënderbeu Korça, amtierender Pokalsieger war KF Laçi. Aufsteiger waren KS Luftëtari Gjirokastra und KS Korabi Peshkopi. Nicht mehr in der höchsten Spielklasse vertreten waren KS Bylis Ballsh und KF Tërbuni Puka.
KS Korabi musste seine Spiele im Selman-Stërmasi-Stadion in Tirana austragen, da das Stadion in Peshkopia nicht den Anforderungen der Liga erfüllte.
Meister wurde FK Kukësi, der erstmals die albanische Fußballmeisterschaft für sich entscheiden konnte. Die Austragung war sehr knapp – die führenden drei Mannschaften hatten nur drei Punkte Unterschied. Es handelt sich dabei um die gleichen Mannschaften, die bereits im Vorjahr die Spitzenplätze belegten. Skënderbeu, das zuvor sechs Mal hintereinander die Meisterschaft gewonnen hatte, landete dieses Jahr auf dem dritten Platz. Punktgleich, aber mit einem besseren Torverhältnis wurde Partizani erneut Zweiter.

## Vereine
| Verein                   | Logo                       | Stadt       | Stadion                 |
| ------------------------ | -------------------------- | ----------- | ----------------------- |
| KF Skënderbeu Korça      | Logo Skënderbeu Korça      | Korça       | Skënderbeu-Stadion      |
| KF Tirana                | Logo Tirana                | Tirana      | Selman-Stërmasi-Stadion |
| FK Partizani Tirana      | Logo Partizani Tirana      | Tirana      | Selman-Stërmasi-Stadion |
| FK Kukësi                | Logo Kukësi                | Kukës       | Zeqir-Ymeri-Stadion     |
| KS Vllaznia Shkodra      | Logo Vllaznia Shkoder      | Shkodra     | Loro-Boriçi-Stadion     |
| KS Flamurtari Vlora      | Logo Flamurtari Vlora      | Vlora       | Flamurtari-Stadion      |
| KS Teuta Durrës          | Logo Teuta Durrës          | Durrës      | Niko-Dovana-Stadion     |
| KS Luftëtari Gjirokastra | Logo Luftetari Gjirokastra | Gjirokastra | Stadion Gjirokastra     |
| KF Laçi                  | Logo Laçi                  | Laç         | Laç-Stadion             |
| KS Korabi Peshkopi       |                            | Peshkopia   | Selman-Stërmasi-Stadion |

## Abschlusstabelle
| Pl. | Verein                       | Sp. | S  | U  | N  | Tore    | Diff. | Punkte |
| --- | ---------------------------- | --- | -- | -- | -- | ------- | ----- | ------ |
| 1.  | FK Kukësi                    | 36  | 20 | 15 | 1  | 051:180 | +33   | 75     |
| 2.  | FK Partizani Tirana          | 36  | 19 | 15 | 2  | 046:170 | +29   | 72     |
| 3.  | KF Skënderbeu Korça (M)      | 36  | 21 | 9  | 6  | 045:220 | +23   | 72     |
| 4.  | KS Luftëtari Gjirokastra (N) | 36  | 11 | 11 | 14 | 037:450 | −8    | 44     |
| 5.  | KS Teuta Durrës              | 36  | 10 | 10 | 16 | 027:340 | −7    | 40     |
| 6.  | KF Laçi (P)                  | 36  | 10 | 10 | 16 | 023:350 | −12   | 40     |
| 7.  | KS Vllaznia Shkodra          | 36  | 8  | 16 | 12 | 029:350 | −6    | 40     |
| 8.  | KS Flamurtari Vlora 1        | 36  | 12 | 10 | 14 | 042:340 | +8    | 40     |
| 9.  | KF Tirana                    | 36  | 8  | 15 | 13 | 029:320 | −3    | 39     |
| 10. | KS Korabi Peshkopi (N)       | 36  | 2  | 7  | 27 | 011:680 | −57   | 13     |

Platzierungskriterien: 1. Punkte – 2. Direkter Vergleich (Punkte, Tordifferenz, geschossene Tore) – 3. Tordifferenz – 4. geschossene Tore

| (M) | amtierender albanischer Meister     |
| (P) | amtierender albanischer Pokalsieger |
| (N) | Neuaufsteiger                       |

## Kreuztabelle
| Spieltage 1–18        | KF Skënderbeu Korça | KF Tirana | FK Partizani Tirana | FK Kukësi | KS Vllaznia Shkoder | KS Flamurtari Vlora | KS Luftëtari Gjirokastra | KS Teuta Durrës | KF Laçi |     |
| --------------------- | ------------------- | --------- | ------------------- | --------- | ------------------- | ------------------- | ------------------------ | --------------- | ------- | --- |
| Skënderbeu Korça      |                     | 2:0       | 1:2                 | 0:0       | 3:0                 | 2:1                 | 1:0                      | 1:0             | 1:0     | 1:0 |
| KF Tirana             | 2:1                 |           | 0:0                 | 2:2       | 0:0                 | 3:0                 | 2:0                      | 3:1             | 1:0     | 1:1 |
| Partizani Tirana      | 0:0                 | 0:0       |                     | 0:0       | 0:0                 | 4:0                 | 1:0                      | 1:0             | 2:0     | 1:0 |
| FK Kukësi             | 2:0                 | 0:0       | 1:0                 |           | 3:1                 | 1:0                 | 1:0                      | 3:0             | 2:0     | 2:0 |
| Vllaznia Shkodra      | 0:0                 | 0:0       | 1:1                 | 0:0       |                     | 2:0                 | 2:3                      | 1:0             | 1:2     | 3:0 |
| Flamurtari Vlora      | 2:0                 | 1:0       | 1:1                 | 1:1       | 0:1                 |                     | 5:0                      | 0:0             | 1:0     | 4:1 |
| Luftëtari Gjirokastra | 0:0                 | 2:1       | 1:1                 | 2:2       | 1:1                 | 1:1                 |                          | 1:0             | 1:0     | 1:0 |
| Teuta Durrës          | 0:0                 | 0:0       | 0:2                 | 1:2       | 0:0                 | 1:2                 | 2:0                      |                 | 3:1     | 2:3 |
| KF Laçi               | 0:1                 | 0:0       | 0:2                 | 0:0       | 1:0                 | 1:1                 | 2:2                      | 0:2             |         | 1:0 |
| Korabi Peshkopi       | 0:2                 | 0:1       | 0:1                 | 1:1       | 0:0                 | 1:0                 | 1:1                      | 0:1             | 0:0     |     |

| Spieltage 19–36          | KF Skënderbeu Korça | KF Tirana | FK Partizani Tirana | FK Kukësi | KS Vllaznia Shkoder | KS Flamurtari Vlora | KS Luftëtari Gjirokastra | KS Teuta Durrës | KF Laçi |     |
| ------------------------ | ------------------- | --------- | ------------------- | --------- | ------------------- | ------------------- | ------------------------ | --------------- | ------- | --- |
| KF Skënderbeu Korça      |                     | 1:0       | 2:2                 | 1:1       | 4:3                 | 1:0                 | 3:0                      | 1:1             | 1:0     | 3:0 |
| KF Tirana                | 2:2                 |           | 1:2                 | 1:2       | 1:2                 | 0:0                 | 2:2                      | 0:0             | 0:0     | 2:0 |
| FK Partizani Tirana      | 1:0                 | 2:1       |                     | 1:1       | 2:1                 | 2:1                 | 2:0                      | 5:1             | 0:0     | 3:0 |
| FK Kukësi                | 2:0                 | 4:1       | 0:0                 |           | 0:0                 | 1:0                 | 3:2                      | 1:0             | 2:1     | 4:0 |
| KS Vllaznia Shkodra      | 0:1                 | 2:1       | 1:1                 | 0:1       |                     | 3:2                 | 2:2                      | 0:0             | 1:0     | 1:1 |
| KS Flamurtari Vlora      | 0:1                 | 2:0       | 1:1                 | 1:1       | 2:0                 |                     | 2:1                      | 0:1             | 0:0     | 6:0 |
| KS Luftëtari Gjirokastra | 0:1                 | 2:1       | 2:0                 | 1:0       | 0:0                 | 1:2                 |                          | 1:1             | 1:1     | 2:0 |
| KS Teuta Durrës          | 0:1                 | 1:0       | 0:0                 | 0:2       | 0:0                 | 0:1                 | 0:1                      |                 | 2:0     | 1:0 |
| KF Laçi                  | 1:5                 | 1:0       | 0:1                 | 0:0       | 3:0                 | 1:0                 | 2:1                      | 0:4             |         | 2:0 |
| KS Korabi Peshkopi       | 0:1                 | 1:1       | 0:2                 | 1:3       | 0:2                 | 0:4                 | 0:4                      | 0:1             | 0:1     |     |

## Torschützenliste
| Pl. | Spieler         | Mannschaft               | Tore |
| --- | --------------- | ------------------------ | ---- |
| 01. | Pero Pejić      | FK Kukësi                | 28   |
| 02. | Caleb Ekuban    | FK Partizani Tirana      | 17   |
| 03. | Hamdi Salihi    | KF Skënderbeu Korça      | 15   |
| 04. | Liridon Latifi  | KF Skënderbeu Korça      | 11   |
| 05. | Tomislav Bušić  | KS Flamurtari Vlora      | 10   |
| 06. | Dejvi Bregu     | KS Luftëtari Gjirokastra | 9    |
| 06. | Donjet Shkodra  | KS Flamurtari Vlora      | 9    |
| 06. | Afrim Taku      | KF Tirana                | 9    |
| 09. | James Adeniyi   | KF Skënderbeu Korça      | 8    |
| 09. | Idriz Batha     | FK Partizani Tirana      | 8    |
| 09. | Izair Emini     | FK Kukësi                | 8    |
| 09. | Reginaldo Faife | KS Luftëtari Gjirokastra | 8    |